# أحمد عادل (لاعب كرة قدم إماراتي)
أحمد عادل (5 نوفمبر 1974 - ) هو لاعب كرة قدم إماراتي، يلعب كلاعب وسط، ولعب 5 مباريات.

## مسيرته

### مسيرته مع المنتخبات الوطنية
- 1997 - 1998 لعب مع منتخب الإمارات العربية المتحدة لكرة القدم 5 مباريات.[3]

## روابط خارجية
- أحمد عادل على موقع الاتحاد الدولي (مؤرشف)  (الإنجليزية)
- أحمد عادل على موقع قاعدة بيانات كرة القدم.إي يو (الإنجليزية)
- أحمد عادل على موقع ناشيونال فوتبول تيمز (الإنجليزية)
- أحمد عادل على موقع عالم كرة القدم.نت (الإنجليزية)